# Trifolium bifidum
Trifolium bifidum är en ärtväxtart som beskrevs av Asa Gray. Trifolium bifidum ingår i släktet klövrar, och familjen ärtväxter.

## Underarter
Arten delas in i följande underarter:
- T. b. bifidum
- T. b. decipiens